# Korintský řád

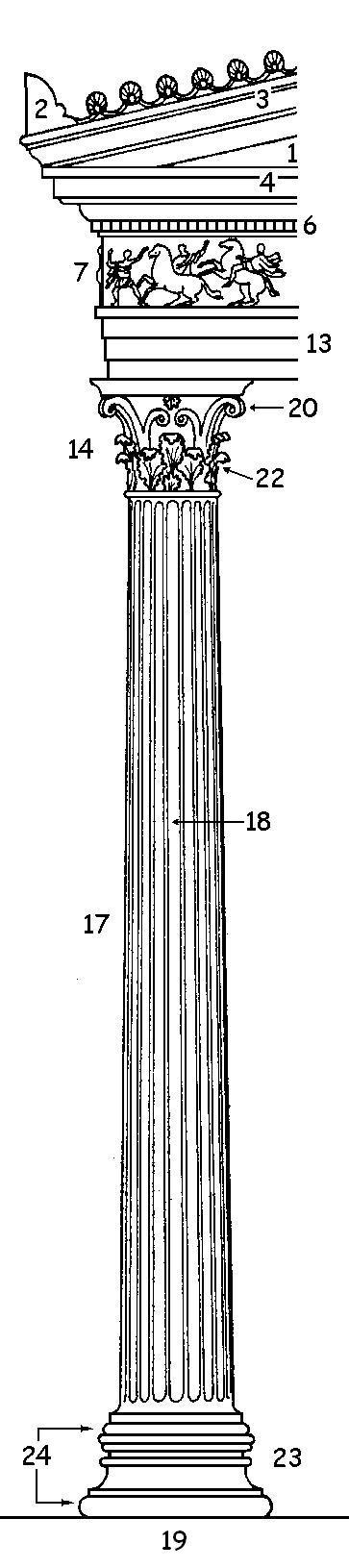
Architektonické součásti korintského řadu:
1 – tympanon, 2 – akrotérion, 3 – sima, 4 – římsa, 6 – zubořez 7 – vlys, 13 – třikrát odstupněný architráv, 14 – hlavice, 17 – dřík, 18 – kanelování, 19 – stylobat, 20 – voluta, 22 akant, 23 – patka, 24 – torus

Korintský řád je jeden z klasických architektonických stylů starověkého Řecka. Promítl se ale i do egyptských chrámů v době dobytí cca 330 př. n. l. až 28 př. n. l. Korintský řád dosáhl větší obliby až ve starověkém Římě.

## Charakteristika

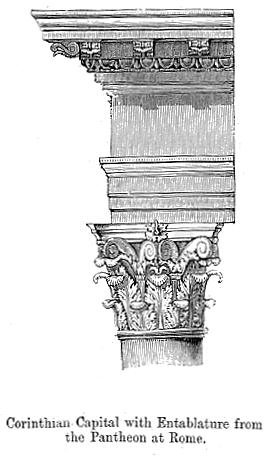
Korintská hlavice a kladí

Korinstský styl má blízko k Iónskému řádu. Vyznačuje se štíhlými vysokými sloupy a dekorativností sloupových hlavic.
Hlavice je obrůstána trsy listů akantu a to konkrétně druhů paznehtníku měkkého (v antickém Římě) či paznehtníku ostnitého (především v antickém Řecku) – středomořských bodláků; na rozích jsou voluty. Nově se někdy objevuje motiv tzv. píšťal: ve spodní třetině sloupu jsou do drážek kanelování vloženy (vytesány) hůlky. Objevuje se také motiv zubořezu v poměru cca 1 : 12 – není přesně vymezeno.[zdroj?]

## Legendární původ
Podle nespolehlivé informace Vitruvia měl být autorem tohoto slohu sochař Kallimachos. Měl prý za úkol najít nějaký nový architektonický prvek, nový styl. Ale Kallimachos na nic nemohl přijít a byl značně zoufalý. Jednoho dne se šel po pohřebišti a jeho zrak utkvěl na jednom dětském hrobu. Podle starořecké tradice když zemře dítě, se vezmou všechny jeho hračky a odnesou se na jeho hrob. A tak se Kallimachos díval, když v tom to uviděl. Košík s hračkami prorostly všudypřítomné bodláky a Kallimachos v tom hned uviděl budoucí hlavici na nový řád.

## Příklady staveb
Příklady staveb od antiky po moderní dobu:
- Chrám Dia Olympského v Athénách
- Pantheon v Římě
- La Madeleine v Paříži
- Kapitol Spojených států amerických
- Budova Říšského sněmu v Berlíně